# Lingwe Uniwersala
Lingwe Uniwersala is een proto-type kunsttaal die Zamenhof gemaakt heeft tussen 1878 en 1887. Later kwam nog een ander prototype, het Pra-Esperanto. In 1887 kwam de uiteindelijke versie uit, het Esperanto zoals we het nu kennen. Het werd vermeld in het boek Lingvo kaj vivo van Gaston Waringhien.
Het volgende gedicht is bewaard gebleven:
Malamikete de las nacjes

Kadó, kadó, jam temp' está.

La tot' homoze in familje

Konunigare so debá.

Als vergelijking volgt hieronder hetzelfde gedicht, vertaald in het Esperanto:
Malamikeco de la nacioj,

Falu, falu, jam temp' estas.

La tuta homaro en familion

Kununuigi sin devas.

## Grammatica
1. Het alfabet lijkt veel op dat van het huidige Esperanto. De w wordt daar gebruikt, waar het Esperanto nu v heeft.
2. De klemtoon valt op de voorlaatste lettergreep. Uitzonderingen worden weergegeven door een accent op de lettergreep die de klemtoon dient te krijgen, zoals bij het Spaans. Deze uitzondering is later geschrapt. Accenten komen niet meer voor op klinkers.
3. Zelfstandige naamwoorden eindigen op -e (bij Esperanto op -o), bijvoeglijke naamwoorden op -a. Meervoud wordt gevormd door een -s achter de -e (bij Esperanto een -j achter de -o) te zetten, en door la te veranderen in las. Er is geen akuzativo, bij Esperanto wel.
4. Persoonlijke voornaamwoorden eindigen op -o (bij Esperanto op -i).
5. Werkwoorden hebben maar één vorm voor alle personen. De tegenwoordige tijd heeft de uitgang -á (nu -as), de gebiedende wijs de uitgang -ó (nu -u), en de onbepaalde wijs de uitgang -are (nu -i). Deze uitgangen hebben dus de klemtoon.
6. De laatste -e bij zelfstandige naamwoorden en de laatste -a bij bijvoeglijke naamwoorden mag in de poëzie worden weggelaten. In het huidige Esperanto mag de laatste -a niet worden weggelaten.

## Woordenschat
1. Het blijkt dat de woorden van Lingwe Uniwersala soms een andere etymologie hebben dan de woorden van Esperanto. Zo heeft kadare[1] een Latijnse etymologie (verm. Latijn cadere), maar fali een Germaanse etymologie (verm. Duits fallen). Beide betekenen in het Nederlands: vallen.